# Gaón de Vilna

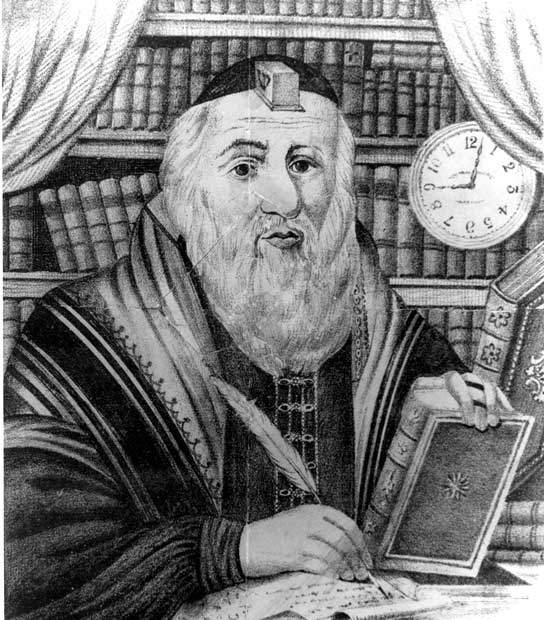
Gaón de Vilna.

Elijahu ben Shlomó Zalman (en hebreo: אליהו בן שלמה זלמן), conocido como el Gaón (Góen, en la pronunciación ashkenazí) de Vilna o haGro o haGra (Ha-Gaón Rabí Eliyáhu) (Sielec, 23 de abril de 1720 - Vilna, 9 de octubre de 1797) fue un prominente rabino judío, erudito del Talmud y la Cábala.
Su verdadero nombre era Eliyóhu Ben Shlomó Zalman, pero él comúnmente es llamado en hebreo como Hagaón Hajasid Mivilna, significando "el gaón (erudito) piadoso de Vilna", o en formas similares (Gaón de Vilna, Góen mi Vilno, o Vilna Gaón), y como HaGra o HaGró (sigla hebrea "de HaGaón Rabino Eliyahu"). Mientras hoy es a veces conocido por el apellido Kremer, ni Vilna Gaón ni sus descendientes al parecer usaron aquel apellido. Kremer significa "del comerciante", aparentemente derivado de un apodo de su Rabino Moshé "Kremer." 
Gracias a sus anotaciones y enmiendas de textos talmúdicos y de otro tipo, se convirtió en una de las figuras más conocidas e influyentes del estudio rabínico desde la Edad Media, contada por muchos entre los sabios conocidos como los Acharonim, y clasificada por algunos con los aún más venerados Rishonim de la Edad Media. Grandes grupos de personas, incluidas muchas yeshivas, defienden el conjunto de costumbres y ritos judíos (minhag), el "minhag ha-Gra", que lleva su nombre, y que también es considerado por muchos como el minhag asquenazí predominante en Jerusalén.
Ha-Gra fue una de las mayores autoridades halájicas de la historia del judaísmo. Su pensamiento estuvo entregado por completo al estudio de la Torá, el Talmud, la erudición cabalística y a ciertas ciencias seculares (como la gramática hebrea, la geometría, el álgebra y la astronomía). El Gaón consideraba al conocimiento secular un adjunto vital al estudio de Torá y estuvo muy informado en casi todos los campos seculares. Aunque mostró desacuerdo con la Haskalá en sus comienzos, de igual modo promovió la reflexión sobre la relación y el equilibrio entre la modernidad y la asimilación, la cultura europea y la hebrea.

## Vida
Como hijo de una distinguida familia rabínica, Elías ben Salomón disfrutó de una amplia educación desde una edad temprana. Tras estudiar el Talmud durante seis meses en Kėdainiai, se dedicó a estudiar por su cuenta en Vilna, incluyendo la Cábala y numerosas cuestiones científicas. Tras cinco años de vagabundeo por Polonia y Alemania, regresó a Vilna en 1745, que era entonces un centro de erudición judía. Gracias a sus amplios conocimientos, pronto se ganó una buena reputación tanto entre los eruditos como entre el pueblo, también gracias a su forma de vida ascética. Se le dio el título de Gaon, el "Sabio".
Estudió y trabajó en gran reclusión hasta aproximadamente 1760. Era conocido por su modestia y generosidad. A partir de 1760 comenzó a dar clases a los alumnos en reuniones privadas. El embajador más conocido de sus enseñanzas fue el rabino Chaim de Voloshin, que fundó la conocida Yeshiva de Voloshin tras la muerte del Gaón. No está claro qué llevó a Elia Gaon a interrumpir su emigración a Tierra Santa en 1783 después de unos meses y a regresar a Vilna.
El Gaón era un vehemente defensor de la doctrina ortodoxa, que daba prioridad a la interpretación literal y racional de la Torá y a las leyes de la halajá. Halakhah. Rechazó la nueva doctrina emergente del jasidismo, que hacía especial hincapié en el sentimiento y el misticismo (Misnagdim). Los consideraba una corriente hostil al aprendizaje de la Torá e hizo que se pronunciara el Bann sobre los jasidim en 1772 y 1782, al que se adhirieron todas las congregaciones lituanas. Rechazó los intentos de Schneor Salman de Lyadi, el fundador de los Lubavitcher Hasidim, de reunirse con él para discutir la legitimidad del movimiento jasídico. Además, prohibió el consumo de carne sacrificada por Shechidim jasídicos, prohibió los matrimonios entre judíos jasídicos y miembros de su propia comunidad, e hizo quemar públicamente en Vilna en 1794 el libro Zawaat Ribash ("Testamento de Rabí Israel Baal Shem Tow, el fundador del jasidismo). Tras la muerte de Elías Ben Salomón en 1797, surgieron graves disputas en Vilna entre los seguidores de las dos tendencias, lo que dio lugar al establecimiento de congregaciones separadas de jasidim.
Elijah Ben Salomon Salman poseía una erudición verdaderamente fenomenal. Sin embargo, sus conocimientos no se limitaban a la sabiduría judía. Hablaba al menos diez idiomas y se desenvolvía con soltura en las matemáticas y otras ciencias. El Gaón consideraba que las ciencias naturales eran indispensables para entender la Torá. Sin embargo, rechazó cualquier cambio en la halajá, como pretendía la primera Haskalah.

## Métodos de estudio
El Gaón aplicó al Talmud y a la literatura rabínica métodos propiamente filológicos. Se esforzó por realizar un examen crítico del texto; así, muy a menudo, con una sola referencia a un pasaje paralelo, o con una emendación textual, derrocaba decisiones tenues tomadas por sus predecesores rabínicos.
Dedicó mucho tiempo al estudio de la Torá y a la gramática hebrea, y apoyó la educación secular para los judíos, aunque debido a que él mismo solo leía yiddish y hebreo, su propio conocimiento secular estaba desactualizado por siglos. Sus alumnos y amigos debían seguir los mismos métodos de estudio sencillos y simples que él. También les exhortaba a no descuidar las ciencias seculares, sosteniendo que el judaísmo sólo podía ganar con su estudio. El Gaón también se sentía atraído por el estudio de la Cábala; su controversia con el judaísmo jasídico no se debe, por tanto, a un rechazo del misticismo per se, sino a una comprensión profundamente diferente de sus enseñanzas, en particular en lo que respecta a su relación con la halakha y el minhag ashkenazí.
El Gaón de Vilna era modesto; se negó a aceptar el cargo de rabino, aunque a menudo se le ofreció en los términos más halagadores. En sus últimos años también se negó a dar aprobaciones, aunque esto era el privilegio de los grandes rabinos; pensaba demasiado humildemente de sí mismo para asumir tal autoridad. Llevaba una vida retirada, y sólo daba conferencias de vez en cuando a unos pocos alumnos elegidos.
En 1755, cuando el Gaón tenía treinta y cinco años, el rabino Jonathan Eybeschütz, que entonces tenía sesenta y cinco años, le pidió que examinara y decidiera sobre sus amuletos, que eran objeto de discordia entre él y el rabino Jacob Emden. El Gaón de Vilna, en una carta dirigida a Eybeschütz, declaró su apoyo a éste, pero que no creía que las palabras procedentes de un extraño como él, que ni siquiera tenía la ventaja de la vejez, tuvieran peso alguno entre las partes contendientes. Sin embargo, ya a esa edad, el Gaón era considerado el más grande de la generación, a pesar de las muchas luminarias de la Torá de mayor edad que vivían en ese momento.

## Obras
Fue un autor prolífico y existen pocos libros hebreos antiguos sobre los cuales él no escribió un comentario, que en su gran mayoría fueron clases dictadas a sus estudiantes. Sin embargo, ningún escrito suyo fue publicado durante su vida. Sus glosas sobre el Talmud babilónico y el Shulján Aruj se conocen como Biur Ha-Gró ("El esclarecimiento del Gró"). Un reportaje en directo sobre la Mishnah está titulada Shenoth Eliyahu ("Los Años de Elías"). Varios trabajos de Cábala tienen comentarios bajo su nombre. Sus interpretaciones sobre el Pentateuco son tituladas Adereth Eliyohu ("el Esplendor de Elías"). Los comentarios sobre Proverbios y otros libros de Tanaj fueron escritos más tarde en su vida.
También escribió sobre matemáticas, conocía muy bien los trabajos de Euclides y animó a su estudiante rabino Boruj de Shklov a traducir los trabajos del gran matemático al hebreo. Un trabajo matemático titulado Áyil Meshulash ("un Carnero en Tres Partes"), (que es una referencia al "Convenio Entre las Partes" de Génesis 15:9) le es generalmente atribuido.

## Contra el movimiento jasídico
Cuando el judaísmo jasídico llegó a ser influyente en su ciudad natal, el Gaón de Vilna se unió a los rabinos y jefes de las comunidades polacas conocidos como los Mitnagdim, para frenar la influencia jasídica. En 1777 realizó una de las primeras excomuniones contra los jasidim en Vilna. 
En 1781, cuando los jasidim renovaron su trabajo de proselitismo, bajo la dirección de su rabino Schneur Zalman de Liadí (el "Baal Ha'tanya"), el Gaón los excomulgó y declaró que eran herejes con los que no podría casarse un judío piadoso.
Después de esto, el Gaón se retiró de la tarea y los jasidim aprovecharon la oportunidad para difundir el rumor de que el Gaón se había aliado a ellos y que se arrepintió de haberlos perseguido. Entonces el Gaón envió a dos de sus alumnos con cartas a todas las comunidades de Polonia, declarando que no había cambiado su actitud en el asunto y que las afirmaciones de los jasidim eran puras invenciones. Sin embargo, las excomuniones no detuvieron el crecimiento del jasidismo.

## Influencia

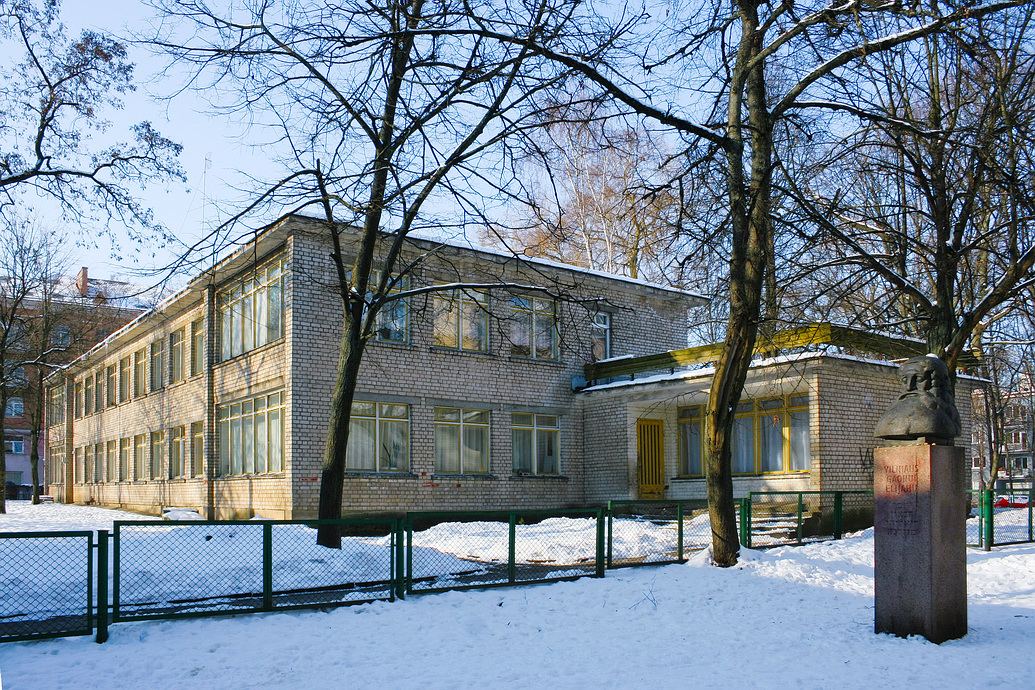
El monumento al Gaón de Vilna en el lugar de la Gran Sinagoga de Vilna.

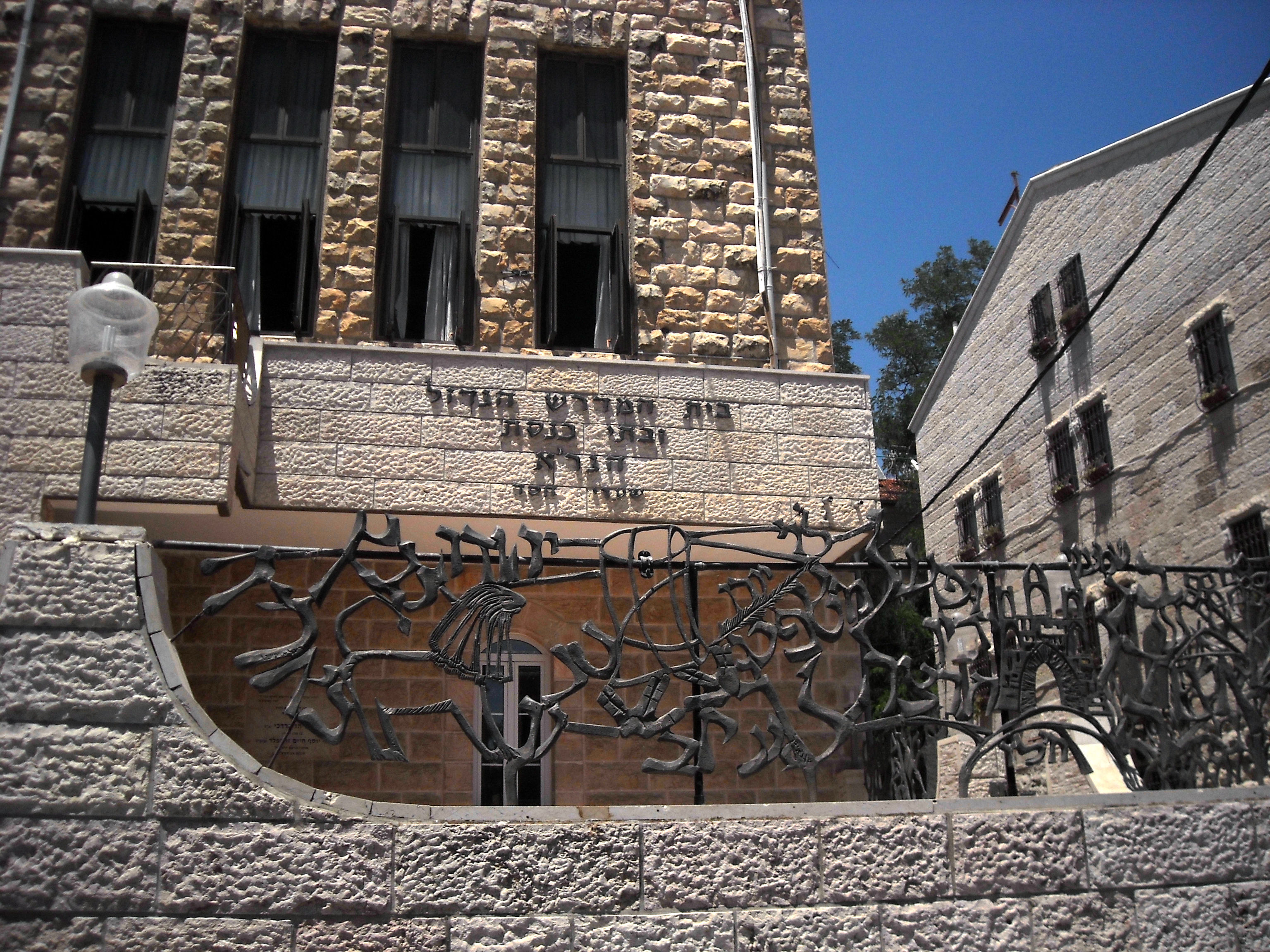
La sinagoga del Gaón de Vilna en Sha'arei Hesed, Jerusalén.

Fue una de las autoridades rabínicas más influyentes desde la Edad Media, y -aunque es propiamente un Acharon- es considerado por muchas autoridades después de él como perteneciente a los Rishonim (autoridades rabínicas de la Edad Media).
Su principal alumno, el rabino Chaim Volozhin, fundó la primera yeshiva en su ciudad natal de Volozhin, Bielorrusia. Se afirma que los resultados de este movimiento revolucionaron el estudio de la Torá, al apartarse de los siglos de estudio "informal". Los jóvenes y los eruditos se reunían en las sinagogas locales y estudiaban libremente, aunque era costumbre emigrar a las ciudades que poseían grandes eruditos como el rabino local. La Yeshivah de Volozhin creó una estructura formal del estudio, proporcionando profesorado cualificado, comidas y alojamiento. Los resultados de este proceso son actualmente la norma en el judaísmo ortodoxo.
De forma algo irónica, visto desde una perspectiva tradicional, los líderes del movimiento Haskalah utilizaron los métodos de estudio del Gaón de Vilna para ganar adeptos a su movimiento. Los maskilim valoraron y adaptaron su énfasis en el peshat sobre el pilpul, su compromiso y dominio de la gramática hebrea y la Biblia, y su interés en la crítica textual de los textos rabínicos, desarrollando aún más la filosofía de su movimiento.
En cuanto a la propia comunidad del Gaón de Vilna, de acuerdo con los deseos del Gaón de Vilna, tres grupos de sus discípulos y sus familias, que sumaban más de 500, hicieron aliyah a la Tierra de Israel entre 1808 y 1812. Esta inmigración fue una de las primeras migraciones judías modernas a Israel, aunque la inmigración jasídica ya era activa en la década de 1780 (incluso por parte de los propios rebbes, como los ancianos Menachem Mendel de Vitebsk y Chaim Chaykl de Amdur). Los discípulos del Gaón de Vilna, conocidos como Perushim debido a que se aislaron de las preocupaciones mundanas para estudiar la Torá, se establecieron originalmente en Safed porque las autoridades musulmanas de Jerusalén impidieron que los judíos asquenazíes se establecieran allí. Sin embargo, tras numerosas calamidades devastadoras en la región, como la peste y el terremoto, la mayoría de los discípulos se trasladaron a Jerusalén. Su llegada a Jerusalén, que durante más de 100 años había sido mayoritariamente sefardí, reactivó la presencia de asquenazíes en Jerusalén, y dio lugar a un predominio de las costumbres del Gaón de Vilna.
El impacto de los perushim sigue siendo evidente hoy en día en las prácticas religiosas de la comunidad judía israelí, incluso entre los no asquenazíes. Por ejemplo, la institución de la bendición sacerdotal por parte de los kohanim conocida como duchaning durante los días de la semana (en lugar de sólo durante los festivales, como se practicaba en la diáspora), y la hora aceptada para el inicio del Shabat en Jerusalén y otras ciudades se pueden remontar a la costumbre del Gaón de Vilna.  Sin embargo, las enseñanzas y tradiciones del Gaón de Vilna se han transmitido más directamente a los Litvaks en Israel.  Los perushim también crearon varios Kollel, fundaron el barrio de Jerusalén de Mea Shearim, y fueron fundamentales en la reconstrucción de la sinagoga Yehudah HeChassid (también conocida como la Sinagoga Hurba, o "Las Ruinas"), que había permanecido en ruinas durante 140 años.
Hay una estatua del Gaón de Vilna y una calle con su nombre en Vilna, lugar de su nacimiento y de su muerte. El parlamento lituano declaró 2020 como el año del Gaón de Vilna y de la historia judía lituana. En su honor, el Banco de Lituania emitió en octubre de 2020 una edición limitada de una moneda de plata conmemorativa de 10euros; es la primera moneda de euro con letras hebreas.
El hermano del Gaón de Vilna, Avraham, fue el autor de la venerada obra "Maalot Hatorah". Su hijo Abraham también fue un erudito de renombre.

## Obras
Aunque el Gaón escribió muchas novelas y escribió docenas de ensayos sobre todo tipo de temas en la Torá, no se publicó nada en su vida. Solo después de que dejó el mundo, sus discípulos comenzaron a publicar sus novelas y libros, que suman más de setenta libros, sobre la Biblia, la Mishná y la Guemará, y otros temas de la Torá.
Algunos de sus libros:
- Comentario sobre las partes del manuscrito Shulján Aruj, impreso en el antiguo Shulján Aruj
- La palabra de Elías en el libro de Job
- Las palabras de Elías
- Las maravillas de Elías
- La voz de Elías